# Sainte-Marguerite-du-Lac-Masson
Sainte-Marguerite-du-Lac-Masson är en stad (kommun av typen ville) i provinsen Québec i Kanada, vars centrum är byn Sainte-Marguerite. Den ligger i regionen Laurentides, i den sydöstra delen av landet, 140 km nordost om huvudstaden Ottawa.